# Кайболово (Усть-Лужское сельское поселение)
Ка́йболово (фин. Kaipaala) — упразднённая деревня в Усть-Лужском сельском поселении Кингисеппского района Ленинградской области. Исключена из учётных данных в 2024 году.

## История
Впервые упоминается в писцовых книгах Шелонской пятины от 1571 года как деревня Кайбала — 5 ½ обеж в Ямском Окологородье.
Согласно шведским «Балтийским писцовым книгам» (Baltiska Fogderäkenskaper) деревня носила названия: Karbala (1582 год), Kaÿbella (1584 год), Kaÿepella (1585 год), Kaÿepella (1586 год),
Kaibela (1589 год). В 1582 году владельцем 2 обеж земли в деревне являлся Daniell Olßon.
Затем как деревня Kaibala by — 8 обеж в шведских писцовых книгах 1618—1623 годов.
На карте Ингерманландии А. И. Бергенгейма, составленной по шведским материалам 1676 года, она обозначена как деревня Kaipela.
На шведской «Генеральной карте провинции Ингерманландии» 1704 года — как деревня Caipalla.
Она же на «Географическом чертеже Ижорской земли» Адриана Шонбека 1705 года указана как Каипала.
Как деревня Кахбала она упомянута на карте Ингерманландии А. Ростовцева 1727 года.
На карте Санкт-Петербургской губернии Я. Ф. Шмидта 1770 года упоминается как деревня Канболы.
Деревня Кайбола нанесена на карте Санкт-Петербургской губернии 1792 года А. М. Вильбрехта.
На карте Санкт-Петербургской губернии Ф. Ф. Шуберта 1834 года она обозначена как деревня Кайболова.

КАЙБАЛА — деревня принадлежит Казённому ведомству, число жителей по ревизии: 27 м. п., 37 ж. п. (1838 год)

На этнографической карте Санкт-Петербургской губернии П. И. Кёппена 1849 года она обозначена как деревня «Kaipala», расположенная в ареале расселения савакотов. В пояснительном тексте к этнографической карте она записана как деревня Kaipala (Кайбала) и указано количество её жителей на 1848 год: савакотов — 48 м. п., 54 ж. п., всего 102 человека.

КАЙБОЛОВА — деревня Ведомства государственного имущества, по просёлочной дороге, число дворов — 8, число душ — 52 м. п. (1856 год)

КАЙБОЛОВО — деревня, число жителей по X-ой ревизии 1857 года: 41 м. п., 47 ж. п., всего 88 чел.

- Деревня Кайболово на карте 1860 года

Согласно «Топографической карте частей Санкт-Петербургской и Выборгской губерний» в 1860 году деревня называлась Кайболова. К югу от деревни находился бывший телеграф.

КАЙБОЛОВО — деревня казённая при Финском заливе, число дворов — 15, число жителей: 49 м. п., 55 ж. п.  (1862 год)

КАЙБОЛОВО — деревня, по земской переписи 1882 года: семей — 26, в них 72 м. п., 63 ж. п., всего 135 чел.

В 1895 году в деревне открылся финский молитвенный дом лютеранского прихода Косёмкина (Нарвуси). Закрыт в 1930-е годы.

КАЙБОЛОВО — деревня, число хозяйств по земской переписи 1899 года — 28, число жителей: 120 м. п., 110 ж. п., всего 230 чел.
 разряд крестьян: бывшие государственные, народность: финская

В конце XIX — начале XX века деревня административно относилась к Наровской волости 2-го стана Ямбургского уезда Санкт-Петербургской губернии. По приходским данным население деревни было исключительно финским.
В 1910 году в деревне открылась земская школа. Учителем в ней работал С. Тяговский.
С 1917 по 1924 год деревня Кайболово входила в состав Кайболовского сельсовета Наровской волости Кингисеппского уезда.
С 1924 года в составе Курголовского сельсовета.
Согласно данным переписи населения СССР 1926 года в деревне Кайболово проживали 258 человек — все финны, кроме одной эстонской семьи.
С 1927 года в составе Котельского района.
- План деревни Кайболово. 1930 год

Согласно топографической карте 1930 года деревня насчитывала 64 двора.
С 1931 года в составе Кингисеппского района.
По данным 1933 года деревня Кайболово входила в состав Курголовского ижорского национального сельсовета Кингисеппского района.
В 1939 году население деревни Кайболово составляло 301 человек.
С 1940 года в составе Конновского сельсовета.
C 1 августа 1941 года по 31 января 1944 года деревня находилась в оккупации.
В 1958 году население деревни Кайболово составляло 16 человек.
По данным 1966 и 1973 годов деревня Кайболово также находилась в составе Конновского сельсовета.
По данным 1990 года деревня Кайболово входила в состав Усть-Лужского сельсовета Кингисеппского района.
В 1997 году в деревне не было постоянного населения, в 2002 году проживали 9 человек (русские — 89 %), в 2007 году в деревне также не было постоянного населения.

## География
На момент упразднения деревня располагалась в северо-западной части Кингисеппского района на автодороге 41К-109 (Лужицы — Первое Мая).
Расстояние до административного центра поселения — 25 км.
Расстояние до ближайшей железнодорожной станции Усть-Луга — 31 км.
Деревня находилась в западной части Кургальского полуострова, на берегу Нарвского залива.
Ближайшие населённые пункты: деревня Тисколово на юге и посёлок Курголово на северо–востоке.

## Демография
| 1862 | 2007 | 2010 | 2017 |
| ---- | ---- | ---- | ---- |
| 104  | ↘0   | ↗52  | ↘0   |

Согласно данным Всероссийской переписи населения 2021 года в деревне постоянного населения не было.

## Известные жители
- В 1824 году в деревне Кайболово родилась известная ингерманландская исполнительница рун Анни Порисса[38]
- В 1850 году в деревне Кайболово родилась известная ингерманландская исполнительница рун Мария Луукка[39].